# Euronymous
Øystein Aarseth (Egersund, 22. ožujka 1968. – Oslo, 10. kolovoza 1993.), poznatiji po svojem umjetničkom imenu Euronymous, bio je norveški gitarist. Bio je osnivač rane norveške black metal scene i njezin najistaknutiji član. Bio je suosnivač norveškog black metal sastava Mayhem i njegov jedini stalni član od njegovog osnutka 1984. godine do njegove smrti 1993. godine. Također je osnovao diskografsku kuću Deathlike Silence Productions, specijaliziranu za ekstremni metal, i prodavaonicu albuma Helvete.
Euronymous se izjašnjavao kao sotonist te je bio poznat po ekstremnim mizantropskim izjavama. Tvrdio je da vodi militantnu kultsku grupu znanu kao "Black Metal Inner Circle" ("Unutarnji krug black metala").
U kolovozu 1993. godine ubio ga je bivši kolega glazbenik Varg Vikernes.

## Životopis

### 1984. – 1991.
Aarseth je osnovao Mayhem 1984. godine s basistom Jørnom "Necrobutcherom" Stubberudom i bubnjarom Kjetilom Manheimom. U to se vrijeme služio umjetničkim imenom Destructor, ali ga je kasnije promijenio u Euronymous, ime koje je preuzeo od demona Eurinoma. Isti je mitološki lik nadahnuo Hellhammerovu istoimenu skladbu.
U vrijeme ljeta 1986. godine Euronymous, Necrobutcher i Jon "Metalion" Kristiansen posjetili su njemačku thrash metal grupu Assassin te su zajedno snimili demo Metalion in the Park pod imenom Checker Patrol, u kojem je Metalion na naslovnoj skladbi pjevao prateće vokale.
Godine 1988. Per Yngve Ohlin, poznatiji kao Dead, postao je Mayhemov pjevač i Jan Axel "Hellhammer" Blomberg postao je njegov bubnjar. Do 1991. godine Dead, Euronymous i Hellhammer živjeli su u kući u šumi pored Kråkstada te su ju koristili za Mayhemove probe. Mayhemov basist Necrobutcher izjavio je da su si, nakon nekog vremena zajedničkog življenja, Dead i Euronymous "često išli na živce" i da "na kraju nisu baš bili prijatelji". Hellhammer se prisjetio da je Dead jednom otišao spavati u šumi jer je Euronymous svirao sintesajzersku glazbu koju je Dead mrzio. Euronymous je tada pošao van i počeo puškom pucati u zrak Varg Vikernes izjavio je da je Dead jednom ubo Euronymousa nožem.

Dana 8. travnja 1991. Euronymous je u kući zatekao mrtvog Deada; imao je prerezana zapešća i ranu od metka u glavi. Smatra se da je Deadova smrt bila samoubojstvo. Prije nego što je pozvao policiju, Euronymous je otišao u trgovinu i kupio jednokratni fotoaparat kojim je fotografirao tijelo nakon što je ponovno rasporedio neke predmete. Jedna od tih fotografija pojavila se na naslovnici bootleg koncertnog albuma Dawn of the Black Hearts. Necrobutcher se prisjetio kako ga je Euronymous izvjestio o samoubojstvu:
Øystein me idući dan nazvao ... i rekao je "Dead je napravio nešto zaista guba! Ubio se". Pomislio sam, jesi li izgubio razum? Kako to misliš guba? I on kaže "Opusti se, fotografirao sam sve". Bio sam šokiran i ožalošćen. On je samo mislio o tome kako da to iskoristi. Stoga sam mu rekao "OK. Da me više nisi jebeno nazvao dok ne uništiš te slike".
Euronymous se okoristio Deadovim samoubojstvom kako bi promicao Mayhemov "zao" imidž te je izjavio da se Dead ubio jer je death metal postao "pomodan" i komercijaliziran. Kasnije su se pojavila govorkanja da je Euronymous napravio varivo od komadića Deadova mozga i da je načinio ogrlice od komadića njegove lubanje. Skupina je naknadno negirala prvu glasinu, ali je potvrdila da je potonja istinita. Sam je Euronymous izjavio da je dao te ogrlice glazbenicima za koje je mislio da su ih vrijedni, što je potvrdila nekolicina drugih članova scene, poput Bårda "Fausta" Eithuna, Morgana Steinmeyera Håkanssona iz Marduka i Metaliona.
Necrobutcher je kasnije pretpostavio da je snimanje fotografija i tjeranje drugih da ih vide bio način na koji se Euronymous nosio sa šokom koji je na nj ostavio prizor njegovog mrtvog prijatelja. Tvrdio je da je Euronymous "otišao u svijet mašte." Faust iz Emperora vjeruje da je Deadovo samoubojstvo "označilo trenutak u kojem je, pod Euronymousovim navođenjem, black metal scena počela biti opsjednuta sa svim sotonističkim i zlim stvarima." Kjetil Manheim rekao je da je nakon samoubojstva Euronymous "pokušao doista biti onako ekstreman kakvim se prije pravio". Samoubojstvo je dovelo do prekida odnosa između Euronymousa i nekih njegovih prijatelja, kojima je bio odvratan njegov stav o Deadu prije samoubojstva te njegovo ponašanje poslije njega. Necrobutcher je prestao biti Euronymousov prijatelj. Stoga su, nakon samoubojstva, u Mayhemu ostala samo dva člana: gitarist Euronymous i bubnjar Hellhammer. Stian "Occultus" Johannsen postao je novi Mayhemov pjevač i basist. Međutim, to je bilo kratkoga vijeka; napustio je sastav nakon što mu je Euronymous priprijetio smrću.

### 1991. – 1993.
U vrijeme svibnja i lipnja 1991. godine Euronymous je otvorio prodavaonicu albuma pod imenom Helvete (norveški za "pakao") u ulici Schweigaards gate 56 u Oslu. Norveški black metal glazbenici često bi se sastajali u podrumu prodavaonice, a među njima su bili dva člana Mayhema, članovi Emperora, Varg "Count Grishnackh" Vikernes iz Burzuma te Snorre "Blackthorn" Ruch iz Thornsa. Euronymous je također osnovao nezavisnu diskografsku kuću Deathlike Silence Productions, čije je sjedište bilo u Helveteu. Objavljivala je albume norveških (Mayhema i Burzuma) i švedskih grupa (Merciless i Abruptum). Euronymous, Varg i Emperorov gitarist Tomas 'Samoth' Haugen u različito su vrijeme živjeli u Helveteu. Emperorov bubnjar Faust također je živio i radio ondje. Zidovi prodavaonice bili su obojeni u crno i okićeni srednjovjekovnim oružjem, posterima grupa i slikovnim diskovima, dok se na prozoru nalazila nadgrobna ploča od polistirena.
Prema Occultusovim riječima mjesto koje je Euronymous unajmio "bilo je preveliko i stanarina je bila previsoka. Zbog toga nikad nije dobro poslovala." Samo je manji dio zgrade bio iskorišten za samu prodavaonicu. Međutim, svejedno je postala glavno odredište norveške black metal scene. Metalion, pisac fanzina Slayer, rekao je da je otvaranje Helvetea bilo "stvaranje cijele norveške black metal scene". Daniel Ekeroth napisao je 2008. godine:
U samo par mjeseci [od otvaranja Helvetea] mnogi su mladi glazbenici postali opsjednuti Euronymousom i njegovim idejama te se ubrzo mnogo norveških death metal skupina pretvorilo u black metal skupine. Amputation je postao Immortal, Thou Shalt Suffer postao je Emperor, a Darkthrone je zamijenio svoj švedskom scenom nadahnut death metal primitivnim black metalom. Najozloglašeniji [glazbenik], Old Funeralov gitarist Kristian (kasnije Varg) Vikernes, već je napustio sastav kako bi stvorio svoj, Burzum.
Euronymous je pomagao mnogim mlađim grupama u sceni, pogotovo Emperoru i Enslavedu, te je obje preporučio Candlelight Recordsu. Ihsahn iz Emperora izjavio je: "Ako vam se vjerovalo, ako su znali da ste ozbiljni oko svojih uvjerenja, [Helveteova scena] bi vas prihvatila". Euronymous "je postao mentor Vikernesu, koji je bio pet godina mlađi od njega: pozivao ga je da svira bas-gitaru s Mayhemom i objavljivao je njegovu glazbu za Burzum". Međutim, njihovo se prijateljstvo pretvorilo u suparništvo. U retrospektivi je Faust izjavio: "Zvuči vrlo smiješno, ali mislim da je između njih postojalo natjecanje u tome tko će biti više zao. To je stvorilo vrlo složenu situaciju, pogotovo za Euronymousa, koji je želio glamur i šoubiznis. S njime je bilo puno dima, ali ne toliko vatre".
Fantoftska drvena crkva u Bergenu bila je uništena 6. lipnja 1992. godine u podmetnutom požaru. Postoji oštra sumnja da je Vikernes bio odgovoran za taj zločin, ali nikad nije bio osuđen. Došlo je do vala spaljivanja crkvi po Norveškoj koja su vršili glazbenici i obožavatelji norveške black metal scene. Euronymous je prisustvovao spaljivanju Holmenkollenske kapele s Vikernesom i Faustom, koji su nakon njegove smrti bili osuđeni za podmetanje požara. Faust je izjavio da vjeruje da se Euronymous upleo jer je "smatrao da treba dokazati da može biti i dio toga, a ne samo u pozadini." Vikernes i Euronymous navodno su planirali bombom dići u zrak Nidarošku katedralu u vrijeme objave De Mysteriis Dom Sathanasa, na čijoj se naslovnici prikazuje ta katedrala. Euronymousova smrt u kolovozu 1993. godine obustavila je taj plan i odgodila objavu albuma. U intervjuu sa švedskom radijskom emisijom 1993. godine Euronymous je o spaljivanju crkvi rekao:
Oni [kršćani] moraju osjetiti prisutnost mračne, zle moći protiv koje će se morati boriti, što će ih…učiniti ekstremnijima. Također vjerujemo da kad crkva gori ne pate samo kršćani, već ljudi općenito. Zamislite prekrasnu staru drvenu crkvu...što se dogodi kad gori? Kršćani žaluju, Božja je kuća uništena i obični ljudi pate jer je nešto prekrasno bilo uništeno. Stoga zapravo širite tugu i žalost, što je dobra stvar.
U siječnju 1993. godine članak u jednim od najpoznatijih norveških novina, Bergens Tidendeu, natjerao je medije da se počnu zanimati za black metal scenu. Varg Vikernes (koristeći se pseudonimom Count Grishnackh) dao je anonimni intervju novinaru tih novina te je u njemu izjavio da je spalio crkve i ubio čovjeka u Lillehammeru. Prema Vikernesovim su riječima anonimni intervju isplanirali on i Euronymous. Cilj je, kako kaže, bio uplašiti ljude, reklamirati black metal i dovesti puno više kupaca u Helvete. Dodao je da intervju nije razotkrio ništa što bi moglo dokazati njegovu umiješanost u bilo koji zločin. Međutim, Vikernes je već bio uhićen u vrijeme kad je članak bio objavljen. Neki su ostali članovi scene također bili uhićeni i ispitivani, ali su svi na koncu bili pušteni zbog manjka dokaza. Sam je Vikernes bio pušten u ožujku 1993. godine, također zbog manjka dokaza. Taj je mjesec Kerrang! objavio članak o norveškog black metal sceni. U njemu su se Euronymous i Vikernes prikazali kao vođe militantne kultske grupe "sotonističkih terorista". Euronymous je tvrdio da Helvete pomaže u financiranju njezinih aktivnosti, ali je rekao da nije direktno umiješan u njezine zločine jer bi se organizacija raspala ako bi bio uhvaćen.
Nakon slučaja s Bergens Tidendeom Euronymous je odlučio zatvoriti Helvete jer je počela privlačiti pažnju policije i medija. Vikernes i autori Lords of Chaosa tvrde da su Euronymousovi roditelji natjerali svojeg sina da ju zatvori.

### Ubojstvo
Početkom 1993. godine došlo je do neprijateljstva između Euronymousa i Vikernesa, kao i između Euronymousa i cijele švedske black metal scene.
Na noć 10. kolovoza 1993. Vikernes i Snorre "Blackthorn" Ruch vozili su se od Bergena do Euronymousovog stana u ulici Tøyengata u Oslu. Kad su stigli došlo je do sukoba i Vikernes je nasmrt izbo Euronymousa. Njegovo je tijelo bilo pronađeno na stepenicama izvan stana s 23 ubodne rane—dvije u glavi, pet u vratu i 16 u leđima. Mediji su izvorno za Euronymousovo ubojstvo okrivili obožavatelje švedskog black metala.
Nagađalo se da je ubojstvo bilo rezultat ili borbe za moći, financijskih neslaganja oko Burzumovih albuma ili pokušaja "nadmašivanja" ubojstva nožem u Lillehammer. Vikernes je negirao sva tri objašnjenja i izjavio da je napao Euronymousa u samoobrani. Komentirao je da ga je Euronymous planirao ošamutiti elektrošokerom, svezati i mučiti ga do smrti dok bi istovremeno snimio događaj kamerom. Vikernes je objasnio: "Da je o tome govorio svima, ne bih to shvatio ozbiljno. Ali to je rekao određenoj grupi prijatelja i jedan od njih rekao je meni." Izjavio je da se Euronymous planirao poslužiti sastankom o nepotpisanom ugovoru kako bi ga zatekao nespremna. Blackthorn je stajao vani i pušio dok se Vikernes uspinjao stepenicama do Euronymousovog stana na četvrtome katu. Vikernes je komentirao da se susreo s Euronymousom na vratima i pružio mu ugovor, ali kad je prišao bliže i suočio se s njim, Euronymous se "uspaničio" i udario ga u prsa. Sukobili su se i Vikernes je nasmrt izbo Euronymousa. Vikernes tvrdi da je uzrok većine Euronymousovih ubodnih rana bilo slomljeno staklo na koje je pao tijekom sukoba. Nakon ubojstva Vikernes i Blackthorn odvezli su se natrag u Bergen. Na putu su zastali pored jezera u koje je Vikernes bacio svoje krvavo rublje. Faust sumnja u priču o samoobrani, dok je Necrobutcher potvrdio da je Vikernes ubio Euronymousa u samoobrani zbog njegovih prijetnji smrću.
Prema Vikernesovim je riječima Blackthorn samo došao kako bi pokazao Euronymousu neke nove gitarističke rifove te se nalazio "na pogrešnom mjestu u pogrešno vrijeme". Blackthorn je izjavio da je u ljeto 1993. skoro završio u psihijatrijskoj bolnici, ali je odlučio pobjeći u Bergen i ostati s Vikernesom. Rekao je da je Vikernes planirao ubiti Euronymousa i natjerao ga da pođe s njim. Blackthorn je o ubojstvu rekao: "Nisam bio niti za to niti protiv toga. Bolio me kurac za Øysteina". Vikernes je komentirao da su Blackthornove izjave "obrana […] kako bi se osigurao da ga ne bih mogao okriviti [za ubojstvo]".

#### Posljedice
Vikernes je bio uhićen 19. kolovoza 1993. u Bergenu. Mnogi su drugi članovi scene, uključujući Blackthorna i Fausta, također bili pozvani na ispitivanje. Sudski proces započeo je 2. svibnja 1994. godine. Na sudu je bilo izjavljeno da su on, Blackthorn i još jedan prijatelj planirali ubojstvo. Treća je osoba ostala u stanu u Bergenu kako bi osigurala alibi. Kako bi se činilo kao da nisu nikad napustili Bergen, ta je osoba trebala unajmljivati filmove, reproducirati ih u stanu i preuzimati novac s Vikernesove kreditne kartice. Vikernes je 16. svibnja 1994. bio osuđen na 21 godinu zatvora (najveću norvešku kaznu) za ubojstvo Euronymousa, spaljivanje triju crkvi, pokušano spaljivanje četvrte crkve te za krađu i skladištenje 150 kg eksploziva. Međutim, priznao je samo potonje. Na dan njegove osude dvije su crkve bile spaljene, "vjerojatno kao simbolička potpora". Blackthorn je bio osuđen na osam godina u zatvoru zbog suučesništva.
Na Euronymousovom su pogrebu Hellhammer (Mayhemov bubnjar) i Necrobutcher (Mayhemov bivši basist) odlučili nastaviti s radom sastava te su radili na objavi albuma De Mysteriis Dom Sathanas. Prije objave Euronymousova je obitelj zamolila Hellhammera da izbriše basističke dionice koje je snimio Vikernes. Hellhammer je komentirao: "Mislio sam da je prikladno da se ubojica i žrtva nalaze na istom albumu. Rekao sam da ponovno snimam basističke dionice, ali to nikad nisam učinio." Album, na kojem je Euronymous svirao električnu gitaru a Vikernes bas-gitaru, bio je konačno objavljen u svibnju 1994. godine.
Dio norveške scene smatrao je Vikernesa izdajnikom zbog ubojstva Euronymousa i napuštanja sotonizma kako bi se posvetio nacionalizmu i odinizmu, iako je Vikernes tvrdio da nikad nije bio sotonist i da se koristio Sotonom kako bi provocirao. Euronymousova smrt smatrala se značajnim gubitkom scene te su se neki obožavatelji black metala "zakleli da će osvetiti Aarsethovu smrt." Nekoliko godina nakon ubojstva Ihsahn iz Emperora je izjavio: "Više nema discipline u sceni koja je prije bila u prodavaonici." Nakon njegove smrti nastao je "kult posvećen sjećanju na Euronymousa" te su ga neki nazivali "Kraljem" odnosno "Kumom black metala".
Nova generacija glazbenika također je pokušala postići reputaciju služeći se popularnosti njegova nasljeđa. Međutim, velik broj Euronymousovih prijatelja i kolega iz sastava "ravnodušno govore o ubojstvu". Lords of Chaos je komentirao: "Ono što pogađa [...] jest koliko im je malo stalo oko međusobnih života i smrti." U knjizi Hellhammer, Ihsahn i Samoth tvrde da Euronymousova smrt nije utjecala na njih odnosno nije ih šokirala. Anders Odden (tadašnji Euronymousov prijatelj) o ubojstvu je rekao: "Nije čudno što je bio ubijen. Mislio je da može prijetiti ljudima bez ikakvih posljedica". Dodao je: "Mislim da su mnogi osjetili olakšanje kad ga više nije bilo". Pisac i glazbenik Erlend Erichsen se složio i rekao: "Više nije bilo nikoga tko bi im zapovijedao. 'Policija black metala' prestala je postojati".

## Vjera i osobnost
Knjiga Lords of Chaos ovako opisuje Euronymousa:
Uvijek se oblačio u crno od glave do pete, bojao je kosu u crno za dodatni efekt. Imao je dugačke, aristokratske brkove i nosio je visoke čizme. Njegova je crna kožna jakna bila ukrašena bedževima [...] Kad je govorio zvučao je strogo i ozbiljno, katkad toliko napuhano da je to graničilo s teatralnim".
U intervjuima je Euronymous izjavio da je protiv individualizma, suosjećanja, mira, sreće i zabave. Tvrdio je da želi širiti mržnju, tugu i zlo. U intervjuu iz 1992. godine komentirao je: "Svinje hardcore [punka] ispravno su od sebe učinili čuvarima moralnosti, ali ih moramo udariti u lice i postati čuvari amoralnosti." Iduće je godine rekao zinu Kill Yourself da "ne postoji NIŠTA što je previše bolesno, zlo ili perverzno" te je komentirao: "Nemam problema s hladnokrvnim ubijanjem nekoga". Metalion (koji je poznavao Euronymousa od 1985. i smatrao ga svojim najboljim prijateljem) je izjavio da je Euronymous "uvijek govorio ono što je mislio, slijedio svoje instinkte, [...] štovao smrt i bio je ekstreman". Euronymousova je prodavaonica privukla mnogo mladih obožavatelja, od kojih su mu se mnogi divili i čak ga idolizirali.
Međutim, neki koji su poznavali Euronymousa tvrde da je "ekstremna sotonistička slika koju je projicirao bila, zapravo, samo to — projekcija koja je imala malo toga zajedničkog s njegovom stvarnom osobnošću". Među pobornicima takvoga mišljenja ističu se Necrobutcher, Kjetil Manheim, Vikernes i Blackthorn. Faust je komentirao da je s Euronymousom "bilo puno dima, ali ne toliko vatre". Upitan zašto je Euronymous davao takve ekstremne izjave za tisak, Ihsahn je odgovorio: "Mislim da je glavni razlog bilo plašenje ljudi". Dodao je da je scena "željela biti suprotna društvu" i "pokušala se usredotočiti više na samo bivanje 'zlim' nego se držati nekakve stvarne sotonističke filozofije". Mayhemov bubnjar Kjetil Manheim (Euronymousov prijatelj od 1983. do njegove smrti) opisao ga je kao "zdravstveno orijentiranog ... Dobrog dečka, obiteljskog dečka", ali je izjavio da je, kad njegovih starijih prijatelja nije bilo oko njega, "mogao odigrati svoju ulogu". Manheim je tvrdio da je Euronymous postao "ekstreman" krajem svojeg života: "Volio je govoriti ljudima da ništa ne vrijede; da je on najbolji. Ponašao se u stilu 'Ja sam definicija black metala. Black metal sam ja!' … Mislim da ga je Mayhemov imidž zarobio. Postao je megaloman." U dokumentarnom filmu Pure Fucking Mayhem rekao je da je "Øysteinov uobičajeni život bio potpuno kazalište" utemeljeno na black metal "arhetipu" Euronymousa.

### Vjera
U intervjuima je Euronymous izjavio da je teistički sotonist.
U intervjuu s Esom Lahdenperäom u kolovozu 1993. godine Euronymous je komentirao:
Vjerujem u rogatog vraga, personificiranog Sotonu. Smatram da su svi drugi oblici sotonizma sranje. [...] Sotonizam dolazi iz religioznog kršćanstva i ondje će i ostati. Religiozna sam osoba i borit ću se protiv onih koji se pogrešno koriste Njegovim imenom. Ljudi ne bi smjeli vjerovati u sebe i biti individiualci. Moraju biti POSLUŠNI, biti ROBOVI religije.
Teistički sotonizam kojim se Euronymous služio bio je inverzija rimokatoličke dogme te je izjavio: "Štujemo zlo i slijepo vjerujemo u božansko stvorenje poput kršćana." O odnosu između religije i znanosti komentirao je: "Znanstvenici ne mogu pobiti [...] religiju. Nema veze koliko se god trudite, ne možete objasniti svemir. Ne možete odbaciti vjeru."
Suprotstavljao se sotonističkim i okultističkim učenjima Antona LaVeya i Aleistera Crowleyja jer su, za razliku od Euronymousa, promicali ono što je on vidio kao "mir" i komercijalnu neozbiljnost, kao i individualizam u suprotnosti s dogmom. Rekao je da neće "nikad prihvatiti nijednu grupu koja promiče ideje sotonističke crkve jer nju čine grupa ateista koji vole slobodu i život te su u potpunoj suprotnosti sa mnom". Upitan o tome što misli o Crowleyjevom citatu "čini što ti Volja i to neka ti bude sav zakon", odgovorio je: "Ljudi će činiti ono što MI želimo da čine. Mi smo protiv slobode i natjerali smo sastav iz Rogalanda u Norveškoj—Belsebub—da se raziđe".
Kako je prethodno bilo napomenuto, neki ljudi koji su poznavali Euronymousa tvrdili su da je njegov "ekstremni sotonistički imidž" bila samo gluma. Iako je Mortiis komentirao da je Euronymous "bio takav štovatelj vraga da je to nevjerojatno", u dokumentarnom filmu o black metalu Until the Light Takes Us Varg Vikernes tvrdio je da Euronymous nije bio sotonist. Obrazložio je: "Aarsethu je sve imalo veze s imidžem i želio se činiti ekstremnim. Želio je da ljudi misle o njemu kao o ekstremnoj osobi; najekstremnijom od svih. Ali nije želio biti ekstreman i nije doista bio ekstreman". Iako je Metalion, koji je bio i Vikernesov i Euronymousov prijatelj u vrijeme smrti potonjega i koji je smatrao Euronymousa svojim najboljim prijateljem, napisao da su "neki ljudi u našoj sceni pročitali par knjiga i smatrali se sotonistima", nije takvim komentarom opisao Euronymousa. Tenebris (navodno Jon Nödtveidt) iz Misanthropic Luciferian Ordera, švedskog sotonističkog reda osnovanog 1995. godine, je napisao da su se "tada, 1991. godine, stvari vezane uz black metal i ideološki sotonizam […] pojavile i pale s Euronymousom i njegovom prodavaonicom. Stoga je nestalo s njegovom smrću 1993.".
S vremenom su neki članovi norveške scene počeli slijediti poganstvo. Vikernes je kasnije tvrdio da Euronymous—"opsjednut tom 'sotonističkom' stvari"—nije odobravao Vikernesovo promicanje poganstva. Euronymous se, doduše, nikad nije očito usprotivio poganstvu te je njegova diskografska kuća, Deathlike Silence Productions, objavila prvi album poganske grupe Enslaved, Vikingligr Veldi.

### Black metal i death metal
Euronymous je izjavio da se izraz "black metal" može primijeniti na bilo koju vrstu metala dokle god je "sotonistička" i "žestoka". Komentirao je: "Ako skupina obrađuje i štuje Sotonu, to je black metal" te da "na neki način može biti običan heavy metal ili jednostavno buka. Ono što je važno jest da bude sotonistički; to je ono što ga čini black metalom". Nije želio da se sastavi poput Immortala nazivaju black metalom "jer članovi nisu sotonisti", ali je svejedno podržavao grupu. Kako je prethodno spomenuto, odbacivao je i grupe koje su slijedile laVeyanski nauk. Kad je bilo istaknuto da se Venom (skupina koja je osmislila izraz "black metal") služio sotonizmom samo za štos, Euronymous je odgovorio da on i Crni Krug "odlučuju vjerovati u suprotno".
Na sličan je način Euronymous komentirao da se izraz death metal može primijeniti na bilo koju vrstu metala, dokle god grupa "obrađuje i štuje smrt". Euronymous je žalio zbog komercijalizacije i gubitka ekstremnosti u death metalu. komentirao je: "Stvaran death metal trebao bi biti nešto čega bi se normalni ljudi plašili, ne nešto što majke mogu slušati" i "Death metal je za brutalne ljude sposobne za ubijanje, nije za idiotsku djecu koja žele imati zabavan hobi nakon škole".
Poput mnogih ostalih u black metal sceni Euronymous je izvorno vjerovao da black metal mora ostati u podzemlju. Međutim, kasnije je promijenio svoje mišljenje. Vjerovao je da je ideju ostanka u podzemlju stvorio hardcore punk te je izjavio: "Oni koji najviše viču o tome da treba biti u 'podzemlju' često su oni koji stvaraju tako lošu glazbu da nemaju šanse postati popularnima". Dodao je: "Ne bi mi smetalo kad bi DSP postao velik i zaradio milijun dokle god ne bih promijenio svoj način razmišljanja i postojanja. […] Kad bi postojalo milijun obožavatelja black metala na svijetu, većinu njih činili bi glupani, ali bilo bi i puno pravih i brutalnih ljudi. Što postanemo veći, više možemo manipulirati ljudima tako da misle poput nas".

### Politika
Euronymousa su zanimale totalitarističke komunističke države poput Sovjetskog Saveza pod Staljinovom vlašću i Rumunjske pod Nicolaeom Ceaușescuom. Skupljao je suvenire istočnog bloka te je tijekom 1980-ih bio član norveške komunističke omladinske grupe Rød Ungdom, koja je u to vrijeme bila marksističko-lenjinistička. Napustio je Rød Ungdom navodno zato što je uvidio da ju čini "samo hrpa humanista". Komentirao je: "Budući da MRZIM ljude ne želim da se zabavljaju, želio bih ih vidjeti kako trule pod komunističkom diktaturom." Bio je fasciniran masovnim nadzorom, tajnom policijom i prisilnim nestankom. Mayhemov je Attila Csihar rekao da Euronymous nije bio komunist "u političkom smislu", već da ga je očaravala moć koju su komunistički diktatori imali nad svojim ljudima.
U privatnom pismu napisanom početkom 1990-ih Euronymous je izjavio da su "skoro svi" norveški black metal sastavi u to vrijeme bili "manje ili više nacisti", uključujući i Mayhem. Međutim, nije se koristio Mayhemovom glazbom kako bi promicao bilo kakvu vrstu politike.

## Instrumenti
Euronymous je svirao gitaru marke Standard sunburst Gibson Les Paul, koju se može vidjeti na mnogim slikama na kojima nastupa na koncertima. U raznim je intervjuima objasnio da su njegovi glavni utjecaji, kao i oni Mayhema, Venom, Bathory, Hellhammer, Sodom i Destruction, iako je volio i Iron Maiden, Kiss, Celtic Frost i Metallicu. Koristio se djelomično preinačenim pojačalom marke Marshall Super Lead iz 1981. godine i pedalom Ibanez Tube Screamer, kao i distorzijskom pedalom marke Arion Metal Master.

## Nasljeđe
Euronymousa je Guitar World uvrstio na 51. mjesto 100 Najboljih heavy metal gitarista svih vremena.
U ožujku 2012. godine niskobudžetna je tvrtka Norwegian izradila javnu anketu u kojoj je pitala mušterije da odaberu poznatu norvešku povijesnu osobu čijom bi slikom ukrasili rep letjelice. Aarseth je vodio u anketi, ali njegovo je ime bilo maknuto po obiteljskoj želji.

## Diskografija
Euronymous je svirao gitaru na sljedećim albumima osim ondje gdje je navedeno drugačije; svi su dodatni instrumenti ili zasluge napisani u bilješkama.
| Sastav         | Naslov                    | Snimljeno     | Objavljeno | Bilješke |
| -------------- | ------------------------- | ------------- | ---------- | --- |
| Mayhem         | Pure Fucking Armageddon   | 1986.         | 1986.      | |
| Checker Patrol | Metalion in the Park      | 1986.         | 1986.      | |
| Mayhem         | Deathrehearsal            | 1987.         | 1987.      | |
| Mayhem         | Deathcrush                | 1987.         | 1987.      | |
| Mayhem         | Live in Leipzig           | 1990.         | 1993.      | |
| Burzum         | Burzum                    | 1992.         | 1992.      | Producent. Samo gitaristička solodionica na skladbi "War" i gong na skladbi "Dungeons of Darkness". U knjižici albuma nije dobio zasluge. |
| Burzum         | Det som Engang var        | 1992.         | 1993.      | Samo gong na skladbi "Den onde kysten". U knjižici albuma nije dobio zasluge.                                                             |
| Mayhem         | Dawn of the Black Hearts  | 1990.         | 1995.      | Postumno. Izradio je naslovnicu. |
| Mayhem         | Freezing Moon/Carnage     | 1990.         | 1996.      | Postumno. |
| Mayhem         | Out from the Dark         | 1991.         | 1995.      | Postumno. |
| Mayhem         | De Mysteriis Dom Sathanas | 1992. – 1993. | 1994.      | Postumno. |

## Vanjske poveznice
- Intervju s Euronymousom i Necro Butcherom u fanzinu Damage Inc br. 1 oko 1986. godine. 13. listopada 2007. Inačica izvorne stranice arhivirana 13. listopada 2007. Pristupljeno 23. siječnja 2019.CS1 održavanje: bot: nepoznat status originalnog URL-a (link)
- Intervju iz časopisa Morbid Mag br. 8. 13. listopada 2007. Inačica izvorne stranice arhivirana 13. listopada 2007. Pristupljeno 23. siječnja 2019.CS1 održavanje: bot: nepoznat status originalnog URL-a (link)
- Intervju Ese Lahdenpere iz časopisa Kill Yourself!!! Magazine br. 4. 13. listopada 2007. Inačica izvorne stranice arhivirana 13. listopada 2007. Pristupljeno 23. siječnja 2019.CS1 održavanje: bot: nepoznat status originalnog URL-a (link)
- Intervju s Euronymousom i Deadom u fanzinu Slayer br. 8. 9. listopada 2007. Inačica izvorne stranice arhivirana 9. listopada 2007. Pristupljeno 23. siječnja 2019.CS1 održavanje: bot: nepoznat status originalnog URL-a (link)
- Intervju s časopisom Close-Up. 13. listopada 2007. Inačica izvorne stranice arhivirana 13. listopada 2007. Pristupljeno 23. siječnja 2019.CS1 održavanje: bot: nepoznat status originalnog URL-a (link)
- Intervju s fanzinom Orcustus. 23. kolovoza 2007. Inačica izvorne stranice arhivirana 23. kolovoza 2007. Pristupljeno 23. siječnja 2019.CS1 održavanje: bot: nepoznat status originalnog URL-a (link)
- Ruska obožavateljska stranica